# Passiflora tatei
Passiflora tatei är en passionsblomsväxtart som beskrevs av Ellsworth Paine Killip och Rusby. Passiflora tatei ingår i släktet passionsblommor, och familjen passionsblomsväxter. Inga underarter finns listade i Catalogue of Life.